# Sarvabad
Sarvābād (farsi سروآباد) è il capoluogo dello shahrestān di Sarvabad, circoscrizione Centrale, nella provincia iraniana del Kurdistan. Aveva, nel 2006, una popolazione di 3.707 abitanti.